# Matteo Liberatore
Pour les articles homonymes, voir Liberatore.
Matteo Liberatore né le 14 août 1810 à Salerne et décédé le 18 octobre 1892 à Rome est un prêtre jésuite italien, philosophe et théologien thomiste, écrivain. Il compte parmi les fondateurs de la revue La Civiltà Cattolica.

## Biographie
Né dans une famille italienne d'origine noble il entre au noviciat de la Compagnie de Jésus à 16 ans dans la province jésuite de Naples. En 1837 il est nommé professeur de philosophie au collège jésuite de Naples. En même temps que l'enseignement il écrit et publie. Les mouvements révolutionnaires de 1848 l'obligent à fuir Naples et à se réfugier à Malte. Lorsqu'il revient à Naples en 1850 il est nommé professeur de théologie. À cette même date il participe à la fondation de la revue La Civiltà Cattolica qui déménage alors à Rome. C'est d'ailleurs à Rome qu'il passera le reste de sa vie, ville depuis laquelle il publie quantité d'articles touchant tant à des sujets de société qu'à la philosophie néothomiste, l'économie, le politique tout en entretenant d'excellentes relations avec les papes. Il est l'un des auteurs de l'encyclique léonine Rerum novarum publiée en 1891. À ce titre Matteo Liberatore est un des pères de ce qui sera appelé plus tard la "doctrine sociale catholique".

## Figure centrale du thomisme duXIXesiècle
Liberatore a contribué tout au long de sa vie à faire revivre la philosophie scolastique de Thomas d'Aquin. Son œuvre magistrale, Institutiones logicae et metaphysicae, plusieurs fois amendée et largement traduite constituera à bien des égards la référence théorique de ce qui deviendra l'école néothomiste. Très proche du pape Pie IX et plus encore du pape Léon XIII il contribua à l'encyclique Aeterni Patris, encyclique réaffirmant le thomisme comme philosophie officielle de l’Église catholique. Il a également collaboré à la rédaction de l'encyclique Immortale Dei (1885) sur les rapports entre l’Église et l’État.

## Œuvres
En plus de près de 900 articles en tout genre publiés entre 1850 et 1892, une quarantaine ouvrages sont à son actif : 
- Institutiones Philosophicæ (1842)
- Le Commedie Filosofiche (1863)
- Chiesa e Stato (1871)
- Spicilegio 1878)
- Della Conoscenza Intellettuale: volume 1, volume 2 (1879)
- Del Composto Umano (1880)
- Degli Universali (1885)
- Compendium ethicae et iuris naturae (1886)
- Of ecclesiastical public law (1887)
- Principles of political economy (1889)
- Compendium logicae et metaphysicae (1891)